# MyoD
La proteína 1 de diferenciación miogénica (MyoD) es una proteína humana con un importante papel en la regulación de la diferenciación del tejido muscular. MyoD pertenece a una familia de proteínas conocidas como factores reguladores miogénicos (MRFs). Son factores de transcripción con dominios hélice-bucle-hélice básicos que actúan secuencialmente en el proceso de diferenciación miogénica. Entre los miembros de la familia MRF cabe destacar MyoD, Myf5, miogenina y MRF4 (Myf6).
MyoD es uno de los marcadores más tempranos cuando se produce miogénesis. Es expresada en células satélite activadas, pero no en las quiescentes. Aunque MyoD es un marcador de mioblastomas, el desarrollo del músculo no se ve drásticamente comprometido en ratones knockout que no poseen este gen. Esto se debe probablemente a la redundancia funcional de Myf5.

## Función
La función de MyoD en el desarrollo es destinar células del mesodermo para diferenciarse en una línea de células esqueléticas, y entonces regular todo el proceso. MyoD también podría desempeñar un papel en la regulación de la reparación muscular. Los niveles de ARNm del gen que expresa MyoD también parecen mostrar niveles elevados en músculo esquelético envejecido.
Una de las principales acciones de MyoD es evitar que las células continúen el ciclo celular potenciando la transcripción de p21. Esto parece producirse en virtud de la homología de secuencia con c-Myc. MyoD es inhibida por las quinasas dependientes de ciclinas (Cdks). A su vez, las Cdks son inhibidas por p21. Por ello, MyoD favorece su propia actividad en la célula.

## Interacciones
La proteína MyoD ha demostrado ser capaz de interaccionar con:
- HDAC1[2][3]
- ID1[4][5][6][7][8][9]
- ID2[5]
- Proteína del retinoblastoma[3][10]
- STAT3[11]
- CSRP3[12]
- Cdk4[13][14]
- CREBBP[15][16]
- TCF3[17][5]
- MOS[18]
- EP300[19][16]
- c-Jun[20]
- Inhibidor 1C de quinasas dependientes de ciclinas[21]
- Receptor X retinoide alfa[22]
- MDFI[23]